# Sở hữu nhà nước

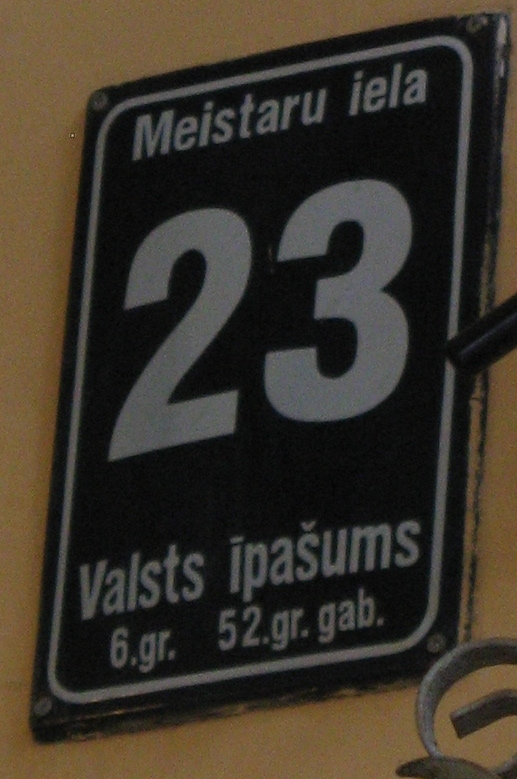
Một tấm bảng đánh dấu tài sản nhà nước ở Riga, Latvia

Sở hữu nhà nước, còn được gọi là sở hữu chính phủ và sở hữu công cộng, là quyền sở hữu một ngành, tài sản hoặc doanh nghiệp của nhà nước hoặc một cơ quan nhà nước đại diện cho một cộng đồng chứ không phải một cá nhân hoặc một bên tư nhân. Sở hữu công đặc biệt đề cập đến các ngành bán hàng hóa và dịch vụ cho người tiêu dùng và khác với hàng hóa công và dịch vụ của chính phủ được tài trợ từ ngân sách công của chính phủ. Sở hữu công cộng có thể diễn ra ở các cấp chính quyền quốc gia, khu vực, địa phương hoặc thành phố trực thuộc trung ương; hoặc có thể đề cập đến quyền sở hữu công phi chính phủ được trao cho các doanh nghiệp nhà nước tự chủ. Sở hữu nhà nước là một trong ba hình thức sở hữu tài sản chủ yếu, cùng với sở hữu tư nhân, tập thể / hợp tác xã và sở hữu chung.
Trong kinh tế thị trường, tài sản nhà nước thường được quản lý và hoạt động như tập đoàn cổ phần với một chính phủ sở hữu toàn bộ hoặc cổ phần chi phối của công ty cổ phần. Hình thức này thường được gọi là doanh nghiệp nhà nước. Một doanh nghiệp nhà nước có thể hoạt động như một công ty phi lợi nhuận, vì nó có thể không bắt buộc phải tạo ra lợi nhuận; với tư cách là một doanh nghiệp thương mại trong các lĩnh vực cạnh tranh; hoặc như một độc quyền tự nhiên. Các chính phủ cũng có thể sử dụng các tổ chức sinh lợi mà họ sở hữu để hỗ trợ ngân sách chung. Việc thành lập doanh nghiệp nhà nước từ các hình thức tài sản công khác được gọi là tập đoàn hoá.
Trong các nền kinh tế kiểu Xô Viết, tài sản nhà nước là hình thức công nghiệp thống trị như tài sản. Nhà nước nắm độc quyền về đất đai và tài nguyên thiên nhiên, các doanh nghiệp hoạt động theo khuôn khổ pháp lý của nền kinh tế kế hoạch hóa danh nghĩa, theo các tiêu chí khác với các doanh nghiệp trong nền kinh tế thị trường và hỗn hợp.
Quốc hữu hóa là một quá trình chuyển giao tài sản của tư nhân hoặc thành phố cho một chính phủ trung ương hoặc cơ quan nhà nước. Thành hữu hóa là quá trình chuyển giao tài sản tư nhân hoặc nhà nước cho chính quyền thành phố.

## Doanh nghiệp nhà nước
Doanh nghiệp nhà nước là một doanh nghiệp thương mại thuộc sở hữu của chính phủ trong một thị trường tư bản chủ nghĩa hoặc nền kinh tế hỗn hợp. Các lý do nhà nước sở hữu đối với các doanh nghiệp thương mại là doanh nghiệp được đề cập là độc quyền tự nhiên hay do chính phủ đang thúc đẩy phát triển kinh tế và công nghiệp hóa. Doanh nghiệp nhà nước có thể có hoặc không được mong đợi hoạt động theo phương thức thương mại rộng rãi và có thể có hoặc không có độc quyền trong các lĩnh vực hoạt động của họ. Việc chuyển đổi các tổ chức công và cơ quan chính phủ thành các tập đoàn thuộc sở hữu của chính phủ đôi khi là tiền thân của quá trình tư nhân hóa.